# Bosisio Parini
Bosisio Parini är en ort och kommun i provinsen Lecco i regionen Lombardiet i Italien. Kommunen hade 3 407 invånare (2018).